# Bulbophyllum melloi
Bulbophyllum melloi là một loài phong lan thuộc chi Bulbophyllum.